# Kristin Boosfeld
Kristin Boosfeld (* 1987 in Aachen) ist eine deutsch-niederländische Rechtswissenschaftlerin.

## Leben
Von 2006 bis 2011 studierte sie Rechtswissenschaften in Münster (1. Staatsexamen). Nach der Promotion 2015, dem Referendariat (2014–2016) am Landgericht Münster mit Station an der Universität Bern (2. Staatsexamen) und der Habilitation 2022 war sie 2023 W3-Professorin für Bürgerliches Recht, Rechtsgeschichte und Rechtsvergleichung an der Leuphana Universität Lüneburg. Seit 2023 ist sie Direktorin am Institut für Ausländisches und Internationales Privatrecht, Abteilung I: Rechtsvergleichung, der Albert-Ludwigs-Universität Freiburg.

## Schriften (Auswahl)
- Gewinnausgleich. Vergleichende und systematisierende Gegenüberstellung der französischen, niederländischen und englischen Tradition. Tübingen 2015, ISBN 3-16-153910-9.
- Die Lehren von der Statutenkollision. Eine Deutungsgeschichte aus Raum und Recht. Tübingen 2023, ISBN 978-3-16-162421-6.